# Xylaria palmicola
Xylaria palmicola är en svampart som beskrevs av Georg Winter 1887. Xylaria palmicola ingår i släktet Xylaria och familjen kolkärnsvampar.   Inga underarter finns listade i Catalogue of Life.